# Józef Coudrin
Józef Maria Coudrin (ur. 1 marca 1768 w Coussay-les-Bois, zm. 27 marca 1836 w Paryżu) – francuski duchowny, założyciel Zgromadzenia Najświętszych Serc Jezusa i Maryi.
Z powodu rewolucji francuskiej oraz zamknięcia wszystkich seminariów duchownych, o. Józef Coudrin swoje święcenia kapłańskie otrzymał w sposób konspiracyjny 4 marca 1792 r. z rąk biskupa ukrywającego się w Seminarium Irlandzkim w Paryżu. Zaraz po święceniach miał odprawić Mszę św. prymicyjną w kościele parafialnym w rodzinnym Coussay-les-Bois, lecz odmówiwszy złożenia przysięgi na Konstytucję Cywilną Kleru, musiał ratować się ucieczką. Ukrywał się w La Motte d'Usseau, gdzie przebywał od czerwca do października 1792 r. Podczas jednej z wielogodzinnych adoracji miał widzenie, w którym, jak później opowiadał, wyraźnie widział duże zastępy biało odzianych kobiet i mężczyzn niosących w rękach świece (symbol światła – Chrystusa), w dwóch ginących gdzieś rzędach. Ta wizja stała się impulsem do założenia zgromadzenia zakonnego i pełnego poświęcenia się miłości Najświętszych Serc.
Po opuszczeniu kryjówki, dnia 20 października 1792 r., oddał się całkowicie konspiracyjnej pracy duszpasterskiej. Udzielał sakramentów wielu ludziom znajdującym się w skrajnie trudnych warunkach życiowych w różnych miejscach: piwnicach, strychach, więzieniach, gdzie wkradał się, aby służyć posługą kapłańską skazanym przez rewolucję na śmierć. Znany był pod wieloma pseudonimami: Caprais, Pierrot, Jerome, Marche-a-Terre. Stał się w tym okresie jednym z najbardziej ściganych przez władze kapłanów.
W 1794 roku o. Józef nawiązał bliższe kontakty ze Wspólnotą Najświętszego Serca Pana Jezusa, w której spotkał się z Henriettą Aymer de la Chevalerie. Razem przekształcili istniejącą wspólnotę w nowe zgromadzenie zakonne. W Wigilię Bożego Narodzenia w 1800 roku powstało Zgromadzenie Najświętszych Serc Jezusa i Maryi oraz Wieczystej Adoracji Najświętszego Sakramentu Ołtarza.